# 纳尔吉斯·穆罕默迪
纳尔吉斯·穆罕默迪（波斯語：نرگس محمدی；1972年4月21日—），伊朗人權活動家，现任人权捍卫者中心副主席。2023年，获得諾貝爾和平獎，同時也是繼希林·伊巴迪之后第二位拿到諾貝爾和平獎的伊朗女性。

## 经历
纳尔吉斯出生在赞詹，於伊玛目霍梅尼国际大学取得物理學學位，成為一名專業工程師。在大學期間，她就在報紙上發表支持婦女權利的文章，並積極投身女權運動。2003年加入希林·伊巴迪創立的人权捍卫者中心，後來成為副主席。
1999年，她嫁給了親改革派的記者塔吉·拉赫马尼，不久後因批評伊朗政府而首次被捕，纳尔吉斯判處一年監禁，塔吉判處十四年監禁。塔吉於2012年獲釋後移居法國，但她仍留在伊朗，繼續人權活動。
2010年4月，因加入人权捍卫者中心，她被伊斯蘭革命法庭傳喚到庭，後以五萬美元的保釋金短暫獲釋，但於數天後再度被捕，關押在埃温监狱。期間健康狀況惡劣，罹患類似癲癇的疾病，因此在一個月後獲釋住院。
2011年7月，她被以「危害國家安全、加入人权捍卫者中心、反政府宣傳」的罪名再度被起訴，同年9月被判處11年監禁。她於2012年3月上訴，維持原判但減刑為6年。4月26日入獄服刑。此判決受到國際社會的譴責，大赦國際稱她是良心犯。2012年7月31日獲釋。
2016年5月，她因創建一個旨在廢除死刑的人權活動組織再度被起訴，被判處16年監禁，關押在埃温监狱，至2020年8月获释。
2021年11月16日，她在厄尔布尔士省卡拉季出席一名警察暴力受害者的追思会时遭逮捕。
2022年9月，22岁的伊朗女孩玛莎·阿米尼（Mahsa Amini）因违反关于强制戴头巾的法律被捕，随后死于警方拘留期间。她的死亡在伊朗引发了全国性抗议和骚乱。阿米尼示威活动期间，她公布了当局在埃温监狱虐待拷打女囚犯的细节，引发国际社会轰动。穆罕默迪与另外两名被监禁的伊朗女记者一起对阿米尼之死进行了报道，并于2023年5月获得了联合国教科文组织颁发的新闻自由奖。
2023年10月6日，她在拘禁期间獲諾貝爾和平獎，是继德国卡尔·冯·奥西茨基（1935年）、缅甸翁山蘇姬（1991年）、中国刘晓波（2010年）、白俄罗斯阿列斯·比亚利亚茨基（2022年）之后，第五位在服刑或拘禁期间获得诺贝尔奖的人士。挪威諾貝爾委員會主席貝里特·賴斯-安德烈森指她的鬥爭付出了「巨大的個人代價」，同時表彰她為伊朗婦女受壓迫而進行的鬥爭。伊朗外交部表示該決定存在偏見，並認為該決定受到西方的「反伊朗思想」影響。
2023年10月19日，歐洲議會將沙卡洛夫獎追授給瑪莎·艾米尼及她的受迫害致死所激發的女性、生命、自由運動。
2023年12月10日，穆罕默迪的家人表示，穆罕默迪無法出席在挪威首都奥斯陆举行的諾貝爾獎颁奖典礼，同时会在伊朗牢房展开绝食行动。
2024年11月19日，穆罕默迪接受手術，移除了良性腫瘤以及進行了骨骼移植，但之後她仍須每3個月接受檢查。2024年12月4日，德黑蘭檢察官辦公室批准釋放穆罕默迪3週保外就醫，但她的家人以及支持者都認為只釋放3週仍然太短，繼續要求伊朗當局無條件釋放穆罕默迪。

## 獎項
- 2023年诺贝尔和平奖[2]
- 2023年联合国教科文组织吉列尔莫·卡诺世界新闻自由奖
- 2022年BBC巾帼百名
- 2018年安德烈·萨哈洛夫奖，由美國物理學會授予
- 2016年人權獎，由魏玛市授予
- 2011年佩尔·安耶尔奖，瑞典政府頒發的國際人權獎項
- 2009年亚历山大·朗格尔奖，並獲得10,000歐元獎金。[8]